# Organização do Povo em Armas

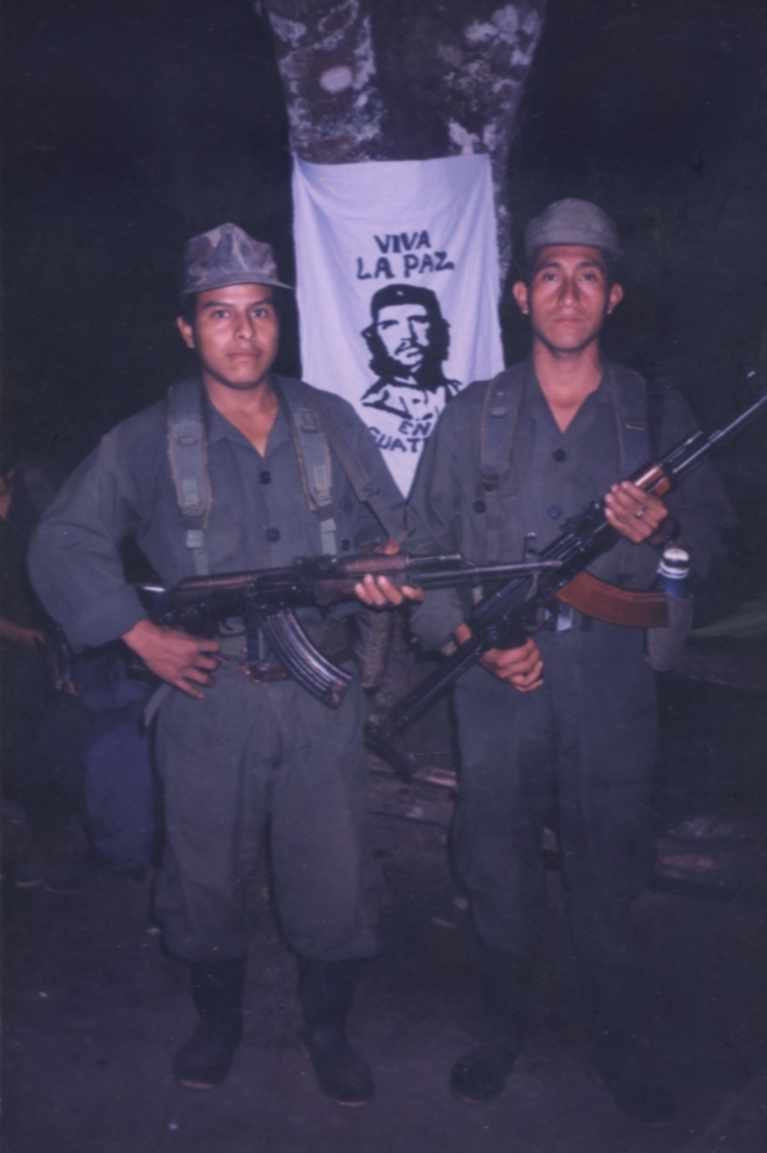
Guerrilheiros da ORPA armados com fuzis de assalto AK-47 russos.

A Organização do Povo em Armas (em castelhano:  Organización del Pueblo en Armas; ORPA) foi uma organização guerrilheira ativa na Guatemala durante a Guerra Civil Guatemalteca. como um grupo desmembrado das Forças Armadas Rebeldes (FAR) na década de 1960, a ORPA criticava os esforços anteriores de guerrilha na Guatemala que consideraram um fracasso. A ORPA concentrou seus esforços principalmente nos planaltos densamente povoados e na costa sul, e obteve muito apoio entre as populações indígenas.

## Formação
Após o golpe de Estado de 1954, a Guatemala estava em crise. O novo governo alçado ao poder pelos Estados Unidos suspendeu as garantias constitucionais, prendeu milhares de líderes políticos e sindicais e exilou centenas de outros. Nos primeiros dois meses do regime de Carlos Castillo Armas, cerca de 8.000 camponeses foram assassinados. Essa repressão alimentou diretamente o movimento guerrilheiro ao cortar todas as vias legais na política guatemalteca, tornando a resistência armada o único método real de expressão política na mente de muitos guatemaltecos.
Após a derrota das FAR e do Movimento Revolucionário 13 de Novembro (MR-13) no final da década de 1960, a liderança guerrilheira reconheceu e refletiu sobre os fracassos da estratégia de foco guevarista. Uma falha estratégica particularmente importante percebida pela liderança guerrilheira foi a incapacidade do movimento guerrilheiro de incorporar a população indígena.
Dos fracassos das FAR surgiu a FAR/Regional de Occidente – um grupo separado. Esse grupo criticava a estratégia de foco das FAR, alegando que esta não conseguiu resolver a questão indígena. O grupo operaria clandestinamente a partir de 1971, até emergir como a Organización del Pueblo en Armas (ORPA) em 1979.

## Atividades
A ORPA inicialmente concentrou suas operações na costa sul do Pacífico, no entanto, depois de 1971, acumulou suas forças nos planaltos indígenas densamente povoados de Chimaltenango e Sololá. Devido ao empenho da ORPA na população indígena, em 1973 mais de 90% dos membros eram descendentes de índios. Nos anos seguintes, a ORPA abriu uma frente urbana na Cidade da Guatemala, mas o enfoque de suas operações permaneceu no planalto central.
No início da década de 1980, tornou-se claro que um número substancial de camponeses indígenas nos planaltos apoiava os guerrilheiros. O apoio dos camponeses aos guerrilheiros na área era tal que a ORPA podia operar livremente através dos planaltos de Chimaltenango e Solola, e controlava a principal área de resorts ao redor do Lago de Atitlán. Em janeiro de 1982, a ORPA, juntamente com o Partido Guatemalteco do Trabalho - Núcleo de Direção Nacional (PGT-NDN), as FAR e o Exército Guerrilheiro dos Pobres (EGP), se uniram na Unidade Revolucionária Nacional Guatemalteca (URNG).
No entanto, esse crescimento nos efetivos de combate seria de curta duração. Em março de 1982, após aumentar o descontentamento nas Forças Armadas da Guatemala em relação à percepção de corrupção e incompetência do comando militar, um grupo de oficiais subalternos lançou um golpe de Estado, derrubando o governo de Fernando Romeo Lucas García. Uma nova junta militar foi instalada, com o general Efraín Ríos Montt como presidente. A administração de Ríos Montt realizou uma brutal campanha de contrainsurgência contra os guerrilheiros e seus supostos apoiadores, matando milhares de civis no processo.
Embora a nova campanha de contrainsurgência tenha enfraquecido a força e a determinação das forças guerrilheiras, não as eliminou. Em meados da década de 1980, as forças guerrilheiras haviam se reorganizado, com a ORPA desempenhando um papel mais importante na aliança URNG do que antes.